# Ginger Reyes
Ginger Reyes (Long Beach, California, 22 de abril de 1977, también conocida como Ginger Pooley, su nombre de casada y Ginger Sling, su nombre en el escenario) es una bajista y guitarrista estadounidense de rock alternativo. Entre 2007 y 2010 formó parte de la banda The Smashing Pumpkins.

## Biografía

### Comienzos
Hija de padre mexicano y madre peruana, Ginger lleva desde la secundaria tocando en bandas y escribiendo música. Recuerda que su primer contacto con el bajo fue "en una fiesta, donde un amigo estaba tocando el bajo. Inmediatamente me enamoré de ese instrumento. Empecé a prestarle atención a su sonido en muchas canciones que me gustaban, decidí tomar clases; hasta que esa misma Navidad mi papá me regaló uno, y desde ese momento jamás me separé del instrumento, ni de la música."
Fue miembro de la banda californiana de punk pop The Halo Friendlies, banda que ha estado activa desde 2001 y han realizado varios tours por Estados Unidos como el Vans Warped Tour, y con bandas como Good Charlotte o Funeral for a Friend. Además han estado de tour por Europa en países como el Reino Unido, Alemania y otros menos comerciales como Bosnia y Kosovo. The Halo Friendlies lanzaron un disco y grabaron una canción para la banda sonora de la película Freaky Friday. Entre el 2001 y 2002, Ginger también tocó para la banda Lo Ball, donde tuvo la oportunidad de trabajar con músicos como John Porter (The Smiths, Morrissey) y Michael Beinhorn (Hole).
Durante los años 2004-2006, Ginger se dedicó a grabar su propia música bajo el nombre de Ginger Sling y lanzó un EP de cinco canciones llamado "The Room" y ha realizado un grupo de demos llamado "Laguna Beach Demos". Su música apareció en series de MTV como The Real World, Making the Band, Pimp My Ride, Meet the Barkers y Laguna Beach. También grabó una canción para la película Sky High, titulada "Can't Stop the World".
Ginger es patrocinada por Fender USA y Hurley International, entre otros.

### Smashing Pumpkins
Desde el año 2007 fue parte de la nueva formación de Smashing Pumpkins, en sustitución de las bajistas D'arcy Wretzky (1988-1999) y Melissa Auf Der Maur (2000).
Ginger conoció a Billy Corgan a través de una amiga que le contó que el cantante estaba rearmando The Smashing Pumpkins y que necesitaba un bajo. Ginger dijo de él y Corgan: "Empezamos a hablar y a ser amigos, aun antes de que él comenzara con las audiciones para los nuevos miembros", desde el primer momento, hubo una conexión muy buena.
" La bajista hispano-californiana afirma, además, haber hecho realidad un sueño entrando en la banda de Corgan ya que cuando "Billy estaba en lo mejor de su carrera con este grupo yo era una adolescente que estaba todavía en la escuela. De esa época recuerdo cómo sonaban sus canciones; todos las cantábamos, veíamos sus videos, queríamos ser un poco como él."
Sin embargo, recuerda que Billy le dijo a Ginger que, tras Auf der Maur y D’Arcy Wretzky, no necesitaba a otra mujer en la banda. Pero Ginger cree que "esta banda funciona mejor con una chica en el bajo." Para la bajista, estar en esta banda es como estar en otra liga. "Hace sólo unos meses yo misma tenía que cargar todo mi equipo en la furgoneta." Fue reemplazada en la banda por Nicole Fiorentino.
Entre sus influencias principales se encuentran The Beatles, Elvis Costello, Superdrag y Elliott Smith.